# Pierwsza fotografia Hitlera

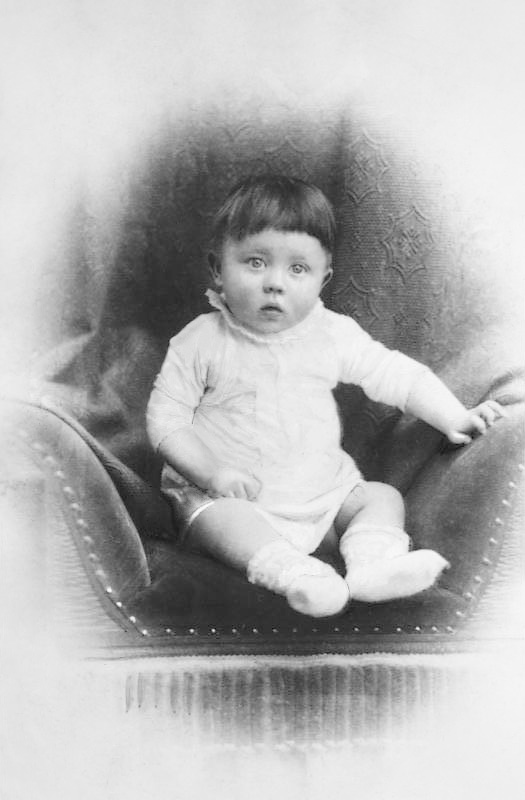
Zdjęcie Adolfa Hitlera z okresu dziecięcego z 1889 roku, które posłużyło poetce za inspirację

Pierwsza fotografia Hitlera – ironiczny wiersz Wisławy Szymborskiej, opisujący fotografię Adolfa Hitlera z jego okresu dziecięcego.
Wiersz opublikowano w tomie Ludzie na moście (1986). Przetłumaczono go na inne języki, w tym angielski (w przekładzie Stanisława Barańczaka i Clare Cavanagh) i niemiecki (w przekładzie Karla Dedeciusa).

## Charakterystyka
Autorka, zainspirowana prawdziwym zdjęciem małego Adolfa Hitlera z 1889 roku, stworzyła wiersz opisujący tę fotografię (ekfrazę), przedstawiający Hitlera jako „słodkiego, niewinnego malca”, „małego Adolfka” i przedstawiający sytuację z życia codziennego dziecka i jego rodziny. Wiersz jest napisany w sposób sugerujący, że jego narrator pochodzi z okresu współczesnego dla zdjęcia, czyli końca XIX wieku, i nie ma pojęcia, co stanie się w przyszłości, aczkolwiek pewna zmiana zachodzi w końcówce wiersza (w trzech ostatnich wersach).

## Interpretacje
Według Katarzyny Sierak, jest to wiesz ironiczny, a nie satyryczny, i ukazuje współczucie autorki dla świata, a nie pogardę.
Poetka wykorzystuje pytania retoryczne („A któż to jest ten dzidziuś w kaftaniku?”) i zdrobnienia („aniołek”, „kruszyna”, promyczek”), kontrastując mit dziecięcej sielskości i kochającej rodziny z niedopowiedzianym dramatem Holocaustu. Zamierzeniem autorki jest sprowokowanie czytelnika, by ten odebrał zwykle pozytywne zdrobnienia i tematy w sposób negatywny, dochodząc w ten sposób do prawdy historycznej. Podobnie Szymborska wykorzystuje niektóre pytania retoryczne, dotyczące przyszłości Hitlera („Może wyrośnie na doktora praw? Albo będzie tenorem w operze wiedeńskiej?”). Innym celem wiersza jest uświadomienie czytelnikowi, że nie zawsze można utożsamiać to, co jest piękne, z tym, co jest dobre.
Według Jadwigi Maksym-Kaczmarek, jest to jeden z nielicznych wierszy Szymborskiej nawiązujących do tematu fotografii. Maksym-Kaczmarek uznała utwór za szokujący, bulwersujący, i równocześnie wartościowy do wykorzystania w szkole, gdzie może skłonić uczniów do „rewizji światopoglądu”, w tym szczególnie „rewizji dotychczasowego jego myślenia na temat biografii ludobójców, a także istoty samej fotografii dziecięcej (jako zjawiska kulturowego)”. Wiersz skłania do refleksji nad tematami takimi jak np. „jak i czy w ogóle mówić o dzieciństwie dyktatorów morderców?”, „Czy zło tkwi w każdym z nas od urodzenia?”. Maksym-Kaczmarek zwróciła też uwagę, że wiersz kpi z kompleksu niższości Hitlera, wskazując na fragmenty, które „mają pozornie uwznioślić wagę dnia narodzin Hitlera, tymczasem utrzymane w stylu nawiązującym do drobnomieszczańskich zabobonów i kiczu, tylko podkreślają przeciętność, codzienność tego dnia”.
Zakończenie wiersza, które ukazuje zmęczonego, znudzonego i sfrustrowanego nauczyciela historii, według Maksym-Kaczmarek, nawiązuje do aforyzmu George’a Santayany, „Kto nie pamięta historii, skazany jest na jej ponowne przeżycie”.